# El niño de los coroneles
El niño de los coroneles es una novela escrita por Fernando Marías ganadora del premio Nadal el año 2001.
Ambientada más o menos a partes iguales en Latinoamérica (seguramente en Centroamérica pues en el libro se cita el Caribe, pero el país Leónito, es imaginario) y en Francia, se trata de dos líneas narrativa que se superponen y están unidas por la historia de dos franceses antes durante y después de la Segunda Guerra Mundial el doctor Laventier (resistente) y Victor Lars (colaboracionista). Los dos acaban en Leónito, donde su historia se mezcla con la del protagonista, el padre del cual era un embajador español en 1947 y estuvo a punto de morir a manos del hijo del dictador, Triúnviro.
La novela llena de intrigas, plantea la dicotomía de dos amigos que víctimas del destino se polarizan mostrando la parte más oscura en un caso y la opuesta en el otro. esta novela además del premio Nadal tuvo aceptación por la crítica y un gran éxito con los lectores.
| Predecesor                                | Premios de El niño de los coroneles | Sucesor                                   |
| ----------------------------------------- | ----------------------------------- | ----------------------------------------- |
| El alquimista impaciente de Lorenzo Silva | Premio Nadal (2001)                 | Los estados carenciales de Ángela Vallvey |

- Datos: Q5825915